# بیرت زیخ
بیرت زیخ (انگلیسی: Birte Siech؛ زادهٔ ۱۹ مارس ۱۹۶۷) قایقران روئینگ اهل آلمان بود.